# Bộ Hòa (禾)
Bộ Hòa, bộ thứ 115 có nghĩa là "lúa" là 1 trong 23 bộ có 5 nét trong số 214 bộ thủ Khang Hy.
Trong Từ điển Khang Hy có 431 chữ (trong số hơn 40.000) được tìm thấy chứa bộ này.

## Tự hình Bộ Hòa (禾)

Giáp cốt văn
Kim văn
Đại triện
Tiểu triện

## Chữ thuộc Bộ Hòa (禾)
| Số nét bổ sung | Chữ                                                                        |
| -------------- | -------------------------------------------------------------------------- |
| 0              | 禾                                                                         |
| 2              | 禿 秀 私 秂 秃                                                             |
| 3              | 秄 秅 秆 秇 秈 秉 秊                                                       |
| 4              | 秋 秌 种 秎 秏 秐 科 秒 秓 秔 秕 秖 秗                                     |
| 5              | 秘 秙 秚 秛 秜 秝 秞 租 秠 秡 秢 秣 秤 秥 秦 秧 秨 秩 秪 秫 秬 秭 秮 积 称 |
| 6              | 秱 秲 秳 秴 秵 秶 秷 秸 秹 秺 移 秼 秽 秾                                  |
| 7              | 秿 稀 稁 稂 稃 稄 稅 稆 稇 稈 稉 稊 程 稌 稍 税                            |
| 8              | 稏 稐 稑 稒 稓 稔 稕 稖 稗 稘 稙 稚 稛 稜 稝 稞 稟 稠 稡 稢 稣 稤 稥       |
| 9              | 稦 稧 稨 稩 稪 稫 稬 稭 種 稯 稰 稱 稲 稳 穀                               |
| 10             | 稴 稵 稶 稷 稸 稹 稺 稻 稼 稽 稾 稿 穁 穂 穃                               |
| 11             | 穄 穅 穆 穇 穈 穊 穋 穌 積 穎 穏 穐 穑 穒                                  |
| 12             | 穉 穓 穔 穕 穖 穗 穘 穙 穚 穛 穜 穝 穞                                     |
| 13             | 穟 穠 穡 穢 穣                                                             |
| 14             | 穤 穥 穦 穧 穨 穩 穪 穫                                                    |
| 15             | 穬 穭 穮 穯                                                                |
| 16             | 龝                                                                         |
| 17             | 穰 穳                                                                      |
| 18             | 穱                                                                         |
| 19             | 穲                                                                         |